# Траянов мост
Траяновият мост (на румънски: Podul lui Traian; на румънски: Podul lui Traian; на сръбски: Трајанов мост), най-дългият мост от Античността, е първият дълготраен мост над Дунав, свързвал бреговете на днешните Сърбия и Румъния.
Мостът е бил с дължина над 1135 м и се е намирал над Дунав от Дробета-Турну Северин и пътя в скалите през пролома Железни врата до Кладово. Строен е от 103 г. до 105 г. от дърво върху каменни стълбове.

## История
Построен е от римската войска заради втория поход на император Траян против даките. Проектиран е от гръка Аполодор от Дамаск, главен архитект на император Траян. Изобразен е на Траяновата колона в Рим.
Дървеният мост е разрушен през 270 г. от император Аврелиан, когато римляните напускат Дакия. През 2003 г. са останали само 8 каменни стълба от него.